# Šport u 1949.
◄◄ | ◄ | 1946. | 1947. | 1948. | 1949.  | 1950. | 1951. | 1952. | ► | ►►
Arhitektura • Astronautika • Astronomija • Biologija • Film • Fotografija • Glazba • Kazalište • Kemija • Kiparstvo • Knjige • Književnost • Kršćanstvo • Meteorologija • Medicina • Planinarstvo • Politika • Pravo • Promet • Slikarstvo • Strip • Šport • Televizija • Znanost • Zrakoplovstvo • Željeznički promet
Šport u 1949.

## Svijet

### Natjecanja

#### Kontinentska natjecanja

##### Europska natjecanja
- Od 15. do 22. lipnja – Europsko prvenstvo u košarci u Kairu u Egiptu: prvak Egipat

### Osnivanja
- FK Škendija Tetovo, sjevernomakedonski nogometni klub
- UD Las Palmas, španjolski nogometni klub

## Hrvatska i u Hrvata

### Osnivanja
- ŽRK Lokomotiva Zagreb, hrvatski rukometni klub

## Vanjske poveznice
|  | Zajednički poslužitelj ima još gradiva o temi Šport u 1949. |